# Howard Porter
Howard Porter (Stuart, 31 agosto 1948 – Minneapolis, 26 maggio 2007) è stato un cestista statunitense, professionista nella NBA.

## Biografia

### Carriera
Nel 1971 vinse il premio di Most Outstanding Player; il riconoscimento gli venne però revocato poiché a metà stagione aveva già firmato un contratto da professionista con i Pittsburgh Condors in ABA (squadra con cui però non giocò mai).

### Morte
Howard Porter scomparve il 18 maggio 2007. Fu ritrovato gravemente ferito a Minneapolis (Minnesota) nelle prime ore del 19 maggio e morì il 26 a seguito delle ferite riportate a causa dell'aggressione di cui era stato vittima.

## Palmarès
- NCAA Final Four Most Outstanding Player (1971)
- 2 volte NCAA AP All-America Third Team (1969, 1971)